# Domaine de premier niveau générique

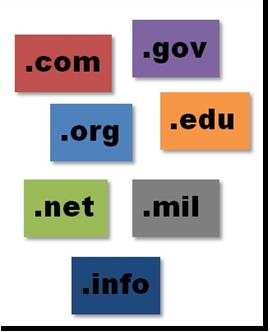
Exemples de nom de domaines

Un domaine de premier niveau générique (en anglais generic top-level domain ou gTLD) est un type de domaines de premier niveau (TLD) maintenus par l'Internet Assigned Numbers Authority (IANA) pour une utilisation dans le système de nom de domaine d'Internet. Un domaine de premier niveau est le suffixe à la fin de l'adresse d'un site web, par exemple, dans fr.wikipedia.org, le domaine de premier niveau est .org.
Un domaine de premier niveau générique est un domaine de premier niveau destiné à accueillir des sous-domaines possédant une caractéristique commune autre que la relation à un pays. Par exemple, .com est destiné à accueillir des sous-domaines de type commercial (du moins c'était le cas à l'origine ; aujourd'hui, ce domaine est ouvert à tous) et .mil est destiné à accueillir des sous-domaines de type militaire.

## Types de domaines de premier niveau
L'IANA distingue actuellement les types de domaines de premier niveau suivants :
- un domaine de premier niveau spécial (arpa) ;
- des domaines de premier niveau nationaux (en anglais, country-code top-level-domains ou ccTLD);
- des domaines de premier niveau internationalisés 
  - des domaines de premier niveau nationaux internationalisés (en anglais, internationalized country code top-level domains ou IDN ccTLD),
  - des domaines de premier niveau internationalisés de test ;
- des domaines de premier niveau génériques (en anglais, generic top-level-domains ou gTLD) 
  - des domaines de premier niveau parrainés (en anglais, sponsored top-level-domains ou sTLD),
  - des domaines de premier niveau non parrainés.

## Histoire

### Les premiers noms de domaine générique
Le premier groupe de domaines de premier niveau, défini par le RFC 920 en octobre 1984, a été un groupe de domaines d'usage général : .com, .edu, .gov, .mil et .org. Le domaine .net a été ajouté à la première mise en œuvre de ces domaines. Les domaines .com, .net et .org, en dépit de leurs objectifs spécifiques à l'origine, sont maintenant ouverts pour l'utilisation par n'importe quel type de sites.

### Une lente évolution
En novembre 1988, un autre domaine de premier niveau a été introduit, .int. Ce domaine a été introduit en réponse à la demande de l'OTAN pour un nom de domaine qui reflétait bien son caractère d'organisation internationale.
Vers le milieu des années 1990, il a été question d'introduire de nouveaux domaines de premier niveau. Jon Postel, alors à la tête de l'IANA, a invité les organisations intéressées à proposer de nouveaux domaines. Au début de 1995, Postel a écrit Draft Postel, un document proposant des procédures pour créer de nouveaux noms de domaine.
Dans la foulée du Draft Postel, des comités ont été créés pour approuver de nouveaux domaines de premier niveau. En parallèle, un certain nombre de grandes organisations se sont invitées dans la discussion sous l'égide de l'Internet Society. Cela a conduit à la mise en place d'une organisation temporaire appelée International Ad Hoc Committee (IAHC). Le 4 février 1997, l'IAHC a publié un rapport ignorant les travaux associés au Draft Postel et recommandant plutôt l'introduction de sept nouveaux domaines (.arts, .firm, .info, .nom, .rec, .store et .web). Cependant, ces propositions ont été abandonnées après l'intervention du gouvernement américain.
En septembre 1998, l'Internet Corporation for Assigned Names and Numbers (ICANN) a été créé pour gérer les noms de domaine. Après un appel de propositions (15 août 2000) et une brève période de consultation publique, l'ICANN a annoncé, le 16 novembre 2000, la création de sept nouveaux noms de domaines génériques : .aero, .biz, .coop, .info, .museum, .name et .pro.
- Les noms de domaines .biz, .info et .museum ont été activés en juin 2001, .name et .coop en janvier 2002, .pro en mai 2002, et .aero tard en 2002 ; .pro a été activé en mai 2002, mais n'est pas devenu pleinement opérationnel avant juin 2004.

Une période d'application pour des domaines génériques commandités a eu lieu du 15 décembre 2003 au 16 mars 2004. Dix applications ont été reçues. Parmi celles-ci, l'ICANN a approuvé .asia, .cat, .jobs, .mobi, .tel et .travel.
Le domaine générique commandité .xxx a été rejeté en 2007. Cependant, il a été approuvé en mars 2011, un an après qu'un examen indépendant ait constaté que l'ICANN avait enfreint ses propres règlements lorsqu'il avait rejeté la demande de 2007.

### Une explosion de noms de domaine
Le 20 juin 2011, l'ICANN a décidé d'augmenter de façon très significative le nombre de domaines de premier niveau générique qui était alors de 22,. Les entreprises et les organisations ont alors été informées qu'elles pourraient essentiellement faire une demande pour un nom de domaine de leur choix. Elles ont aussi été informées que les caractères des alphabets non latins (comme le cyrillique, arabe, chinois, etc.) seraient permis dans les noms de domaines. L'ICANN a commencé à accepter les demandes de nouveaux noms de domaine le 12 janvier 2012. Le prix initial d'une candidature était de 185 000 dollars américains. L'ICANN s'attendait à ce que le premier lot de nouveaux noms de domaine soit opérationnel en septembre 2013. À cette époque, un sondage du bureau d'enregistrement Melbourne IT avait indiqué que les entreprises de divertissement et de services financiers seraient les plus susceptibles de demander de nouveaux noms de domaine pour leurs marques.
L'ICANN prévoyait que les nouvelles règles d'attribution des noms de domaine changeraient de façon significative le visage de l'Internet. Peter Thrush, président du conseil d'administration de l'ICANN, a dit après le vote : « La décision d'aujourd'hui va inaugurer une nouvelle ère de l'Internet, nous avons fourni une plate-forme pour la prochaine génération de créativité et d'inspiration. À moins qu'il y ait une bonne raison de la retenir, l'innovation devrait pouvoir s'exprimer librement ».
Des analystes de l'industrie Internet avaient prédit que de 500 à 1000 domaines seraient créés, reflétant principalement des noms de sociétés et de produits, mais aussi des villes et des noms génériques comme .bank et .sport. Selon Theo Hnarakis, directeur de Melbourne IT, ces nouveaux noms de domaines « vont permettre aux sociétés de mieux prendre le contrôle de leurs marques. Par exemple, .apple ou .ipad pourraient conduire les internautes directement aux produits correspondants ». Nick Wood, directeur général de Valideus est d'accord avec cette vision et a suggéré que « votre propre domaine démontre confiance et vision et peut accélérer votre marque et sa valeur. Une adresse Internet de premier niveau est bien meilleure qu'une inscription à rabais au deuxième niveau. Toutefois, certaines grandes entreprises, comme Pepsi, ont exclu l'acquisition d'un domaine de premier niveau.
La période de candidature pour les nouveaux domaines de premier niveau générique s'est ouverte le 12 janvier 2012 et devait se terminer le 12 avril 2012. Cependant, le directeur de l'exploitation de l'ICANN, Akram Atallah, a déclaré qu'il y avait un problème dans le système informatisé de candidatures qui révélait des informations sur les candidatures à tous les demandeurs. Le système a été arrêté pour protéger les informations des requérants et des mesures ont été prises pour remédier à la situation. L'ICANN a rouvert le système de candidatures le 21 mai, permettant aux candidats de présenter leurs demandes jusqu'au 30 mai 2012.
Lors de l'ouverture des candidatures, le 13 juin 2012, l'ICANN a annoncé avoir reçu 1930 demandes de nouveaux noms de domaine générique, incluant 751 demandes pour un nom qui avait aussi été demandé pour une autre organisation.
Les nouveaux noms de domaine devaient entrer en fonction en juin 2013. Cependant, en mars 2013 seuls les domaines non latins avaient traversé l'évaluation initiale. La mise en service des nouveaux domaines a donc été reportée à novembre 2013,.
En décembre 2012, un tirage au sort a eu lieu pour déterminer l'ordre dans lequel l'ICANN évaluerait les 1930 demandes.
Une période de consultation publique s'est tenue du 13 juin 2012 au 26 septembre 2012. Durant cette période, le public a pu exprimer ses points de vue et ses craintes sur les demandes de nom de domaine soumises. Des préoccupations ont été soulevées au sujet des noms de domaines pour lesquels le demandeur était le seul bureau d'enregistrement. En particulier, des objections ont été soulevées par les éditeurs de livre concernant la demande d'Amazon pour le domaine .book.

#### Les candidats
Parmi les géants de la technologie, Google avait déposé 101 demandes de nom de domaine, Amazon 76 et Microsoft 11. Parmi les bureaux d'enregistrement ayant demandé un grand nombre de noms de domaine, on retrouvait :
- Donuts, cofondé par Paul Stahura, avec 307 demandes[22] ;
- Level Domains Holding (TLDH), dirigé par Fred Krueger, avec 92 demandes[23] ;
- Famous Four Media, cofondé par Iain Roache et Geir Rasmussen, avec 57 demandes[24] ;
- Uniregistry, dirigé par Richard Frank Schilling (en), avec 54 demandes[25] ;
- Radix Registry, dirigé par Bhavin Turakhia, avec 31 demandes[26] ;
- United TLD Holdco, dirigé par Richard Rosenblatt (en), avec 26 demandes[27].

#### Les opposants
À la suite de la décision d'augmenter considérablement le nombre de domaines de premier niveau génériques, de nombreuses associations professionnelles et de grandes entreprises, menées par l'Association of National Advertisers (en) (Association des annonceurs nationaux), ont formé la Coalition for Responsible Internet Domain Oversight (Coalition pour la surveillance responsable du domaine Internet). La coalition s'est opposée à l'expansion des domaines de premier niveau génériques, mentionnant « sa justification profondément viciée, son coût excessif et le tort causé aux propriétaires de marques ».
Dans une déclaration devant le Congrès américain le 9 décembre 2011, le vice-président de la National Restaurant Association (en), Scott DeFife, a déclaré : « même au-delà du coût financier que le programme des nouveaux noms de domaine exigera de millions d'entreprises américaines, l'Association estime que le programme de l'ICANN créera de la confusion pour les consommateurs en éparpillant les recherches sur Internet à travers des centaines voire des milliers de nouveaux domaines de premier niveau ».
Un autre adversaire du programme est Esther Dyson, la présidente fondatrice de l'ICANN, qui a écrit que le programme « créera des emplois (pour les avocats et les vendeurs de noms de domaine), mais peu de valeur supplémentaire pour les internautes ».

## Mise en œuvre des nouveaux noms de domaine de premier niveau

### Démarrage
Lors de la conférence de l'Internet Corporation for Assigned Names and Numbers (ICANN) à Durban, en Afrique du Sud, en juillet 2013, les premiers contrats de délégations sont signés. Le premier accord est signé le 13 juillet 2013 avec International Domain Registry pour .شبكة, ou .shabaka signifiant site en arabe. Trois autres accords sont signés le 14 juillet 2013. Un an plus tard, plus de 300 nouveaux gTLD sont signés.
En décembre 2013, les premiers noms de domaines de second niveau sont achetés en phase « sunrise » - réservée aux marques déposées, et 6 mois plus tard, début juin 2014, plus d'un million de sites sont déposés.
La création de nouveaux noms de domaine se fait au détriment des anciens noms (.com, .net, etc.) qui voient leur croissance ralentir d'autant, et passer de 5 % de croissance annuelle à la moitié.
En septembre, plus de 400 noms de domaines de niveaux ont été délégués, c'est-à-dire inscrits dans le fichier racine.
En novembre, la barre des 3 millions de domaines de deuxième niveau a été franchie.
En avril 2015, on arrive à 5 millions de noms de domaine de deuxième niveau. Certes encore moins de 5 % du .com, mais avec une croissance linéaire, et ce bien que les anciens TLD continuent aussi de croître, et la barre des 10 millions de noms de domaine est franchie en novembre 2015, soit deux ans après les premiers lancements publics. Ces chiffres sont au-dessous des estimations initiales.

### Utilisation des noms génériques
L'utilisation des nouveaux noms de domaines pour des buts de marketing démarre très lentement. .luxury, a plus de 1000 domaines, mais en réalité Google ne trouve que 19 sites au 2/8/2014. il y avait 6654 sites en "nouveau gTLD" parmi le million de site le plus populaire selon Alexa , soit 0,6 %, alors que les nouveaux gTLD représentent environ 3 % des sites.

### Utilisation des noms de marque - dot brand
Le 1er avril 2015, Google lance son premier nouveau gTLD de type « corp TLD » sous forme de poisson d'avril. Le site com.google reprend exactement google.com mais entièrement à l'envers. Le site n'est plus visible mais certains blogs ont fait des copies d'écran.
Fin 2015, près de 200 domaines de type « dot brand » sont visibles, et la world trademark review s'en fait l'écho dans un blogpost du 7 décembre. Le site mabanque.bnpparibas est le site le plus populaire en .marque, alors que d'autres marques lancent des mini-sites de campagnes, comme assistmoneypenny.sony ou somethingincommon.mango.